# Andreas Franz Wilhelm Schimper
Andreas Franz Wilhelm Schimper (1856-1901) va ésser un botànic alemany, nascut el 12 de maig de 1856 a Estrasburg. Era fill del botànic i paleontòleg Wilhelm Philipp Schimper (1808-1880). Va ésser professor associat a Bonn, i després professor a Basilea. Participa en nombroses expedicions científiques. Destaca sobretot com a autor de la Pflanzengeographie (1898). És una obra pionera en l'àmbit de l'ecologia vegetal i aclarí aspectes sobre la distribució dels vegetals.
La seva salut havia quedat seriosament malmesa arran de la malària que va patir en la seva estada al Camerun i a Dar es Salaam, durant el viatge amb una expedició alemanya a l'Àfrica el 1898, i morí el 9 de setembre de 1901 a Basilea

## Obra
- A. F. W. Schimper: "Über die Entwicklung der Chlorophyllkörner und Farbkörper". A: Botanische Zeitung. 41, 1883, Sp. 105-120, 126-131 i 137-160. «Enllaç». Arxivat de l'original el 2012-02-08. [Consulta: 12 juliol 2008].
- A. F. W. Schimper: Die epiphytische Vegetation Amerikas. Gustav Fischer Verlag, Jena 1888 (Projecte Gutenberg eText; 162 p.).